# Harwich (Massachusetts)
Pour l’article homonyme, voir Harwich.
Harwich est une ville du comté de Barnstable dans l'état du Massachusetts aux États-Unis.
Sa population était de 12 243 habitants en 2010.